# Gospodarka mieszana
Gospodarka mieszana (lub regulowana gospodarka rynkowa) – typ gospodarki, w której regulacja rynkowa jest wspomagana i modyfikowana przez państwo.

## Cechy gospodarki mieszanej
- Publiczna, spółdzielcza lub prywatna  własność środków produkcji.
- socjalizm rynkowy
  1. Przedsiębiorstwa są zainteresowane losem pracownika (dobre pensje, pomoc finansowa, kształcenie).
  2. Państwo jest właścicielem strategicznych gałęzi gospodarki (np. Energetyka, Banki, Gazownictwo, Telekomunikacja, Górnictwo)
  3. Państwo reguluje wysokość wynagrodzeń poprzez pensję minimalną
  4. Państwo jest właścicielem środków transportu zbiorowego i rozwija je.
  5. Państwowe szkolnictwo i służba zdrowia
  6. Wspieranie małych i średnich przedsiębiorstw oraz chronienie ich przed zagraniczną konkurecją.
  7. Planowanie gospodarcze oparte na rynkowych realiach i opłacalności.
  8. strategiczne inwestycje państwa w gospodarkę np. wybudowanie portu kontenerowego, lotniska, autostrady, huty stali
- wolna konkurencja na rynku
- państwo otacza opieką socjalną swoich obywateli (nieodpłatna oświata, służba zdrowia, różne dotacje finansowe dla bezrobotnych).
- państwo w sytuacjach kryzysowych wspomaga gospodarkę np.:
  1. banki gwarantują bezpieczeństwo przedsiębiorstw.
  2. przychylne i dobre prawo.
- za rozwój przedsiębiorstw odpowiadają wspólnie wszyscy pracownicy.

## Mieszana gospodarka dobrobytu
W literaturze z dziedziny polityki społecznej wyróżnia się także mieszaną (wielosektorową) gospodarkę dobrobytu (ang. mixed economy of welfare). Koncepcja ta jest powiązana z zagadnieniem społecznego podziału dobrobytu (ang. social division of welfare), które dotyczy rozdzielania i nierówności w dostępie do świadczeń publicznych, pracowniczych i podatkowych.
Idea mieszanej gospodarki dobrobytu pozwala na analizowanie i programowanie dwóch zagadnień. Pierwszym jest zakres aktywności podmiotów z poszczególnych sektorów we współczesnych państwach dobrobytu oraz procesów ich tworzenia i zmian. W ten sposób odnosi się np. do zmian w czasie i przestrzeni sektorów publicznego, rynkowego, pozarządowego i nieformalnego. Drugie zagadnienie obejmuje zaś trzy wymiary wielosektorowej gospodarki dobrobytu. Są to: źródła i procesy produkcji świadczeń, sposoby ich finansowania oraz formy regulacji.
W Polsce koncepcja mieszanej gospodarki dobrobytu była stosowana m.in. w badaniach udziału organizacji pozarządowych i podmiotów ekonomii społecznej w świadczeniu usług publicznych, w badaniach usług outplacement i pozarządowych agencji zatrudnienia oraz w analizach z zakresu polityki publicznej wobec starzenia się ludności.